# آبراهام گوتلف کستنر
آبراهام گوتلف کستنر (۲۷ سپتامبر ۱۷۱۹–۲۰ ژوئن ۱۸۰۰) یک ریاضی‌دان آلمانی بود.
او در زندگی حرفه‌ای‌اش بیشتر به‌خاطر نوشتن کتب درسی و دانشنامه‌ها شناخته‌شده بود تا انجام تحقیقات اولی. گئورگ کریستوف لیختنبرگ یکی از شاگردان او بود و او را به‌شدت می‌ستایید. او بیش از همه‌چیز، برای اشعار هجوآمیزش شناخته و مشهور شد. حفرهٔ کستنر روی کره ماه به افتخار او نام‌گذاری شده‌است.

## زندگی
کستنر پسر پروفسور آبراهام کستنر بود. او پس از ۱۲ سال نامزدی در سال ۱۷۵۷ با آنا روزینا باومن ازدواج کرد. او در ۴ مارس ۱۷۵۸، کمتر از یک سال بعد، بر اثر یک بیماری ریوی درگذشت. بعداً کستنر با خانم نظافتچی خود صاحب یک دختر کاترینا شد.
کستنر از سال ۱۷۳۱ در لایپزیگ در رشته حقوق، فلسفه، فیزیک، ریاضیات و متافیزیک تحصیل کرد و در سال ۱۷۳۳به عنوان سردفتر منصوب شد. او در سال ۱۷۳۹ از دانشگاه لایپزیگ مدرک تحصیلی خود را دریافت کرد و در آنجا در ریاضیات، فلسفه، منطق و حقوق تدریس کرد. در سال ۱۷۴۶ دانشیار شد. در سال ۱۷۵۱او به عضویت آکادمی سلطنتی علوم سوئد انتخاب شد. در سال ۱۷۵۶ به عنوان استادتمام فلسفه طبیعی و هندسه در دانشگاه گوتینگن مشغول به کار شد. در سال ۱۷۶۳، جانشین توبیاس مایر، مدیر رصدخانه نیز شد. یکی از دانشجویان دکترای او فیزیکدان و واعظ گئورگ کریستف لیختنبرگ بود که همکار او در گوتینگن شد. دیگر دانشجویان برجسته دکترا یوهان کریستین پولیکارپ ارکسلبن، یوهان پفاف (مشاور دکتری کارل فردریش گاوس)، یوهان توبیاس مایر، هاینریش ویلهلم براندس، فارکاس بولیای (پدر یانوس بولیای) و گئورگ کلوگل بودند. کستنر در سال ۱۸۰۰ در گوتینگن درگذشت.

## کارها
کستنر بیشتر به خاطر شعرهایش شناخته شد، شعرهایی که برای اولین بار بدون رضایت او در سال ۱۷۸۱ به چاپ رسید و به دلیل طنز گزنده و کنایه های تندشان بر شخصیت های مختلف معاصر قابل توجه بود. آنها در فونت‌های متفرقه ۱ و ۲ (آلتنبورگ ۱۷۸۳، ۲ جلد) و اشعار بیشتر در مجموعه آثار علمی زیبای شاعرانه و عروضی (برلین ۱۸۴۱، ۴ جلد) و بعداً در ادبیات ملی آلمان، جلد ۷۳ (ویرایش) اثر جوزف کورشنر (اشتوتگارت ۱۸۸۳) منتشر شد.
نوشته های ریاضی متعدد او عبارتند از Anfangsgründe der Mathematik ("مبانی ریاضیات") (گوتینگن ۶۹-۱۷۵۸، ۴ جلد؛ ویرایش ششم ۱۸۰۰) و Geschichte der Mathematik ("تاریخ ریاضیات") (گوتینگن ۱۷۹۶ تا ۱۸۰۰ ۴ جلد). 
تاریخ ریاضیات یک کار دقیق در نظر گرفته می شود، اما فاقد یک دید کلی جامع از تمام زیربخش های ریاضیات است.
او همچنین بسیاری از مجلدات مجموعه مقالات آکادمی سلطنتی علوم سوئد را به آلمانی ترجمه کرد، از جمله تمام مجلدات مجموعه مقالات (هندلینگار) بین سال های ۱۷۴۹و ۱۷۸۱و برخی از مجلدات مجموعه مقالات جدید (Nya handlingar) از ۱۷۸۴تا ۱۷۹۲.
او در آوریل ۱۷۸۹ به عضویت انجمن سلطنتی انتخاب شد.

## کتاب‌ها
درباره رابطه ریاضیات و فیزیک با دین (به لاتین). لایپزیگ: یوهان کریستین لانگنهایم، ۱۷۵۲.

## لینک‌های خارجی
- Media related to Abraham Gotthelf Kästner at Wikimedia Commons
- Abraham Gotthelf Kästner at the Mathematics Genealogy Project
- Theoria radicum in aequationibus – Europeana